# Дубровське сільське поселення (Зирянський район)
Дубро́вське сільське поселення (рос. Дубровское сельское поселение) — сільське поселення у складі Зирянського району Томської області Росії.
Адміністративний центр — село Дубровка.
Населення сільського поселення становить 625 осіб (2019; 776 у 2010, 1403 у 2002).

## Склад
До складу сільського поселення входять:
| Населений пункт    | Населення, осіб (2002) | Населення, осіб (2010) |
| ------------------ | ---------------------- | ---------------------- |
| Васильєвка, селище | 18                     | 5                      |
| Громишевка, село   | 477                    | 264                    |
| Дубровка, село     | 546                    | 350                    |
| Мишутино, село     | 362                    | 157                    |